# Gefecht bei Riedlingen 1849
Das Gefecht bei Riedlingen war eine bewaffnete Auseinandersetzung während des dritten Aufstandes der Badischen Revolution, bei der sich am 24./25. Juni 1849 im heutigen Kanderner Stadtteil Riedlingen lokale Bürgerwehren gegen Exekutionstruppen der Badischen Revolutionsregierung zur Wehr setzten, da man der Aufforderung der Revolutionsregierung zum Zuzug zur Revolutionsarmee keine Folge leisten wollte.

## Vorgeschichte im Großherzogtum
Nach dem am 21. Juni gegen die preußischen Interventionstruppen verlorenen Gefecht bei Waghäusel war die militärische Niederlage der Badischen Revolution bereits absehbar. Die Moral in den badischen Freischaren und Volkswehreinheiten schwand zunehmend. Auch die revolutionäre Stimmung und die Bereitwilligkeit der Bevölkerung, sich für die revolutionäre Sache zu engagieren, drohte zu kippen. Besonders in der konservativen Geistlichkeit und der Beamtenschaft wurde das Vorrücken der preußischen Armee schon mehr oder weniger offen begrüßt. Entsprechend wuchs in der provisorischen Regierung und bei den örtlichen Revolutionsführern die Nervosität und die verzweifelte Bereitschaft, zu radikalen und auch gesetzwidrigen Maßnahmen zu greifen, um den Fortbestand der revolutionären Regierung zu sichern.
Am 22. Juni gab der Oberkommandierende der Revolutionstruppen, Ludwik Mierosławski, den Befehl zum Rückzug von der Neckarlinie. Noch am Vormittag des 22. Juni versammelten sich im Mannheimer Rathaus einige Bürger, um über die Übergabe der Stadt an die bereits bei Käfertal stehenden preußischen Truppen zu beraten. Badische Dragoner unter Major Thomann, die bislang bei der Revolutionsarmee waren, meuterten und gingen zur Gegenrevolution über. Auch die Mannheimer Bürgerwehr unter Friedrich Engelhorn beschlagnahmte Kanonen der Volkswehren und verhaftete einige zivile und militärische Führer der Revolutionsbewegung. Während die Mehrzahl wieder durch Volkswehren befreit wurde, geriet der Zivilkommissar Wilhelm Adolph von Trützschler dadurch in die Hände der Preußen, denen die Stadt noch am 22. Juni übergeben wurde, und wurde später hingerichtet.
Die badische verfassunggebende Versammlung von 1849 hielt ihre letzte Sitzung in Karlsruhe am 23. Juni 1849 ab. Sie verlegte dann aufgrund des Vorrückens der preußischen Truppen ihren Tagungsort nach Freiburg, nachdem eine Vereinigung der geflohenen Abgeordneten am 25. Juni in Offenburg gescheitert war.
Die militärischen Führer mussten um die freie Rückzugslinie in die Schweiz fürchten, wenn es in Oberbaden ebenfalls zu konterrevolutionären Aktionen gekommen wäre. Franz Sigel plante die Reste seiner Armee bei Donaueschingen zu sammeln und mit den Kräften der südbadischen Volkswehren zu verstärken.

## Vorgeschichte in Kandern und Umgebung
Bereits im Oktober 1848 betrieben die konservativen Bürgermeister von Kandern, Johann Georg Schanzlin, und Schopfheim, Johann Karl Grether, die Gründung eines paramilitärischen Oberländer Schutzvereins. Nachdem im Mai 1849 die provisorische Revolutionsregierung die Regierungsgewalt im Großherzogtum Baden übernommen hatte, ignorierte Schanzlin Anordnungen dieser Regierung und einige Ortschaften verweigerten unter Führung von Schanzlin am 5. Juni 1849 den „Eid zum Gehorsam gegen die provisorische Regierung und auf die deutsche Reichsverfassung … .“ Die Gemeinderäte gaben zu Protokoll, dass sie die provisorische Regierung nicht für kompetent hielten den Eid abzunehmen, ansonsten würden sie schon einen Eid auf die Reichsverfassung ablegen.
Nachdem der Rückzug der Revolutionsarmee in Nordbaden begonnen hatte, versuchten die Revolutionsbehörden im Oberland und im Seekreis Volkswehreinheiten zu mobilisieren und forderten die Gemeinden auf das 1. Aufgebot zu Sammelplätzen zu senden. Hiergegen gab es erheblichen Widerstand und viele Gemeinden suchten sich dem zu entziehen. Geflohene großherzogliche Beamte, wie Walter Schwarzmann, organisierten von Basel aus diesen Widerstand. Einerseits wollte man seitens der großherzoglichen Regierung verhindern, dass sich die Revolutionstruppen nochmals reorganisieren konnten, und andererseits wollte man deren Flucht und die Verbringung von Staatskassen in die Schweiz unterbinden.
Am 19. Juni kam eine etwa 400 Mann starke Freischar aus dem Wiesental nach Kandern, die dann am 23. Juni eine große Gedenkveranstaltung für die im Gefecht auf der Scheideck gefallenen Republikaner auf dem Kanderner Friedhof abhielten.
Am 23. Juni kam es zu einer weiteren Eskalation, als Revolutionäre beim Bürgermeister Schanzlin vergeblich Abgaben einforderten. Schanzlin organisierte daraufhin eine bewaffnete Wache vor seinem Haus, da er republikanische Übergriffe befürchtete. Der republikanische Hauptmann der Kanderner Bürgerwehr, Kümmich, duldete dies unter Bezug auf das Gewaltmonopol des Staates nicht und ließ die private Wache entwaffnen. Schanzlin fühlte sich nun in Kandern nicht mehr sicher und organisierte für den 24. Juni ein Treffen Gleichgesinnter – insbesondere Bürgermeister – in Binzen um „gemeinschaftliche Maßregeln“ zu besprechen und anschließend nach Basel zu flüchten.

### Episode im „Kanonental“

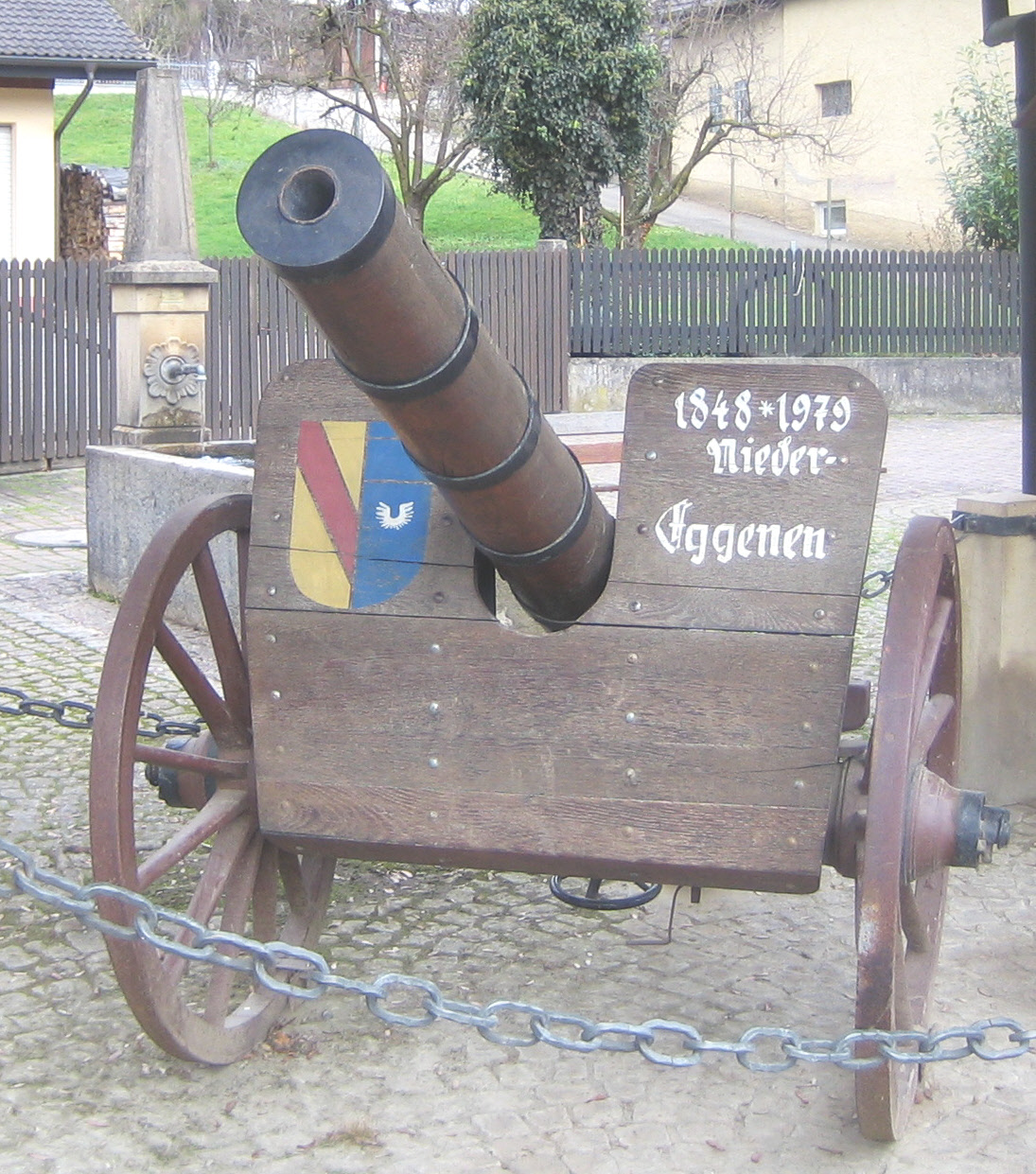
Nachbau der hölzernen Kanone in Niedereggenen.

Das dem Kandertal benachbarte Eggenertal nahm in der badischen Revolution mehrheitlich ebenfalls eine konterrevolutionäre Haltung ein. Auch hier verweigerte man den Zuzug zu den von der provisorischen Regierung aufgestellten Volkswehren, weshalb am 14. und 27. Juni 1849 aus Freiburg Exekutionsmannschaften nach Niedereggenen gesandt wurden. Neben dem Zuzug zur Volkswehr wurden dabei auch Strafzahlungen durchgesetzt. Im Eggenertal kam es dabei zu keiner militärischen Konfrontation, aber gewaltsame Abwehraktionen wurden diskutiert. In diesem Zusammenhang wurde aus einem Brunnenholzrohr, das mit Metallringen verstärkt wurde, eine Kanone gebaut. Glücklicherweise zersprang diese Kanone bei einem Testschuss ohne jemand zu verletzen. Verletzt wurde lediglich der lokale Stolz, da der Vorfall den Stoff für Spottverse, das sogenannte Kanonenlied lieferte und dem Eggenertal den Spitznamen Kanonental einbrachte.

## Das Gefecht
Am 24. Juni vormittags versammelten sich bei Riedlingen die Wehrmannschaften einiger Kandertäler Dörfer, „vorgeblich um zu exerzieren, in der Tat aber, um gemeinschaftlichen Widerstand gegen die Gewaltmaßregeln, … wegen ihrer Weigerung, an dem Aufruhr sich zu beteiligen, … zu organisieren oder zu verabreden.“ Auch „… im Markgräflerland plante man gleichfalls eine Gegenrevolution, wie in Mannheim.“
Diese Mannschaften (1. Aufgebot) widersetzten sich dem Aufruf der provisorischen Regierung zum Zuzug zur Volkswehr nach Freiburg. Um den Aufruf durchzusetzen, sandten die Freiburger Revolutionsbehörden eine Exekutionstruppe in das Kandertal. Diese Truppe in Stärke von 150 Mann bestand hauptsächlich aus Mannschaften der Freiburger Bürgerwehr und stand unter dem Befehl von Feliks Raquillier. Während ein Teil der Exekutionstruppe unter Raquillier von Efringen auf Binzen zog, nahm der zweite Teil die Route von Schliengen nach Riedlingen. Hier war von den Revolutionsbehörden ein Wiener namens Kellener als Hauptmann eingesetzt.
Der Kanderner Bürgermeister Schanzlin kam nach eigener Aussage „unglücklicher Weise gerade in der gleichen Zeit“ auf dem Weg nach Binzen in Riedlingen an, zu der auch die Exekutionstruppen dort eintrafen.
Hauptmann Kellener forderte die in Riedlingen versammelten Wehrmänner auf ihre Waffen niederzulegen. Als dem nicht Folge geleistet wurde, erteilte er seinen Leuten zuletzt den Befehl zum Feuern, … . In dem folgenden Feuergefecht wurden Kellener und der Wehrmann Johann Friedrich Silbereisen aus Holzen getötet, worauf die Exekutionstruppen sich zurückzogen. Im Gefecht wurden überdies die Holzener Wehrmänner Thomas Feuchter und Johann Georg Schelker verwundet. Über weitere Tote und Verwundete der Exekutionstruppen gab es Vermutungen. Silbereisen wurde zunächst in aller Stille am 26. Juni beerdigt, aber am 19. August 1849 fand in Holzen eine große Trauerfeier statt.
Schanzlin setzte seine Kutschfahrt von Riedlingen nach Binzen fort, wo er vom ersten Teil der Exekutionstruppen unter Raquillier gefangen genommen wurde. Raquillier war durch einen reitenden Boten bereits von den Vorgängen bei Riedlingen informiert worden und verdächtigte Schanzlin den Widerstand bei Riedlingen angeführt zu haben.
Schanzlin und andere Gefangene wurden von Binzen zunächst in das Amtsgefängnis in Lörrach verbracht und in der Nacht nach Kandern geführt. Dabei wurde Schanzlin mit einem Strick um den Hals an einen Wagen gebunden.
Am 25. Juni kam eine etwa 1000 Mann starke Exekutionstruppe bestehend aus dem zweiten Aufgebot Freiburgs nach Kandern, um dem als konterrevolutionären Aufstand verstandenen Widerstand niederzuschlagen. Es kam zu keinen weiteren Kämpfen, da die lokalen Wehrmannschaften vor der Übermacht geflohen waren. Dem Exekutionskommando unter Karl von Rotteck wurden Übergriffe vorgeworfen. Der aus Kandern stammende Abgeordnete und Sozialreformer Carl Mez begleitete das Exekutionskommando und versuchte zwischen diesem und den Kanderner Bürgern zu vermitteln.
Am 26. Juni zog das Exekutionskommando mit Schanzlin und anderen Gefangenen nach Freiburg ab. Beim Marsch durch den Lieler Wald nach Schliengen fielen Schüsse, wobei unklar blieb, ob dies allenfalls ein Versuch war, die Gefangenen zu befreien.
Am 28. Juni wurden die Gefangenen in Freiburg dem Chef der provisorischen Revolutionsregierung, Lorenz Brentano, vorgeführt, der sich informell für eine kurze Untersuchung und ein alsbaldiges Todesurteil ausgesprochen haben soll. Das für den Abend geplante Standgericht wurde aufgrund mangelnder Beweise zunächst auf den 29. Juni vertagt. Auf Antrag der als Staatsanwälte fungierenden Republikaner Reich und Struve wurden die Angeklagten aufgrund mangelhafter Voruntersuchungen vor ein ordentliches Kriegsgericht verwiesen.
Es wurde eine Untersuchungskommission nach Kandern und Riedlingen gesandt, um den Sachverhalt zu klären. Nachdem diese Kommission am 1. Juli ohne verwertbare Ergebnisse zurückkam, wurden die Gefangenen durch Amand Goegg entlassen. Schanzlin reiste über das Elsass nach Basel, von wo er am  9. Juli heimkehrte.
Die großherzogliche Regierung sprach in einem Schreiben vom 26. Januar 1850 den „Gemeinden Holzen, Riedlingen, Kandern, Tannenkirch, Mappach, Wollbach und Hertingen wegen ihres während der revolutionären Gewaltherrschaft an den Tag gelegten mutigen, gesetzlichen und verfassungstreuen Verhaltens“ ihre Anerkennung aus.